# فايت (نيويورك)
فايت (بالإنجليزية: Fayette, New York)‏ هي بلدة أمريكية تقع في الولايات المتحدة في مقاطعة سينيكا، نيويورك. يقدر عدد سكانها بـ 3,643 نسمة ومساحتها 172.2 كم2 وترتفع عن سطح البحر 175 متر.